# Иванова, Нина Ивановна
Нина Ивановна Иванова (1933—2016) — советский передовик производства, отделочница шумерлинского комбината спецавтофургонов, Герой Социалистического Труда (1971), депутат Верховного Совета СССР.

## Биография
Родилась 15 декабря 1933 года в семье рабочего Ивана Герасимовича Мажукова из г. Шумерля (Чувашия), в которой было 8 детей. В 1948 году Нина Ивановна закончила семилетнюю школу.
В 1950—1988 годах работала сначала укладчицей, затем сушильщицей, а с 1958 года — отделочницей мебели в цехе № 5 на комбинате автофургонов в г. Шумерля. Успешно освоив свою профессию, выполняла наиболее ответственные задания, в том числе готовила изделия для Московского Дворца съездов.
Жители родного города и предприятия избрали её депутатом Верховного Совета СССР седьмого созыва, а также делегатом XXV съезд КПСС, депутатом Шумерлинского городского Совета нескольких созывов.
Трудовые успехи Н. И. Ивановой были отмечены в орденами Ленина, Трудового Красного Знамени, медалями. Занесена в Почётную Книгу Трудовой Славы и Героизма Чуваш. АССР (1977), Почетной грамотой Президиума Верховного Совета Чувашской АССР.

## Высшая награда
Указом Президиума Верховного Совета СССР в 1971 году за высокие производственные показатели в годы 8-й пятилетки и активное участие в общественной жизни Нине Ивановне присвоено звание Героя Социалистического Труда с вручением ордена Ленина и золотой медали «Серп и Молот».